# Johann Elsener von Löwenstern
Johann Elsener Freiherr von Löwenstern (* um 1635; † nach 1676) war ein deutscher Reichs-Generalkriegskommissar, nachdem er zuvor baden-durlachischer Haushofmeister war.

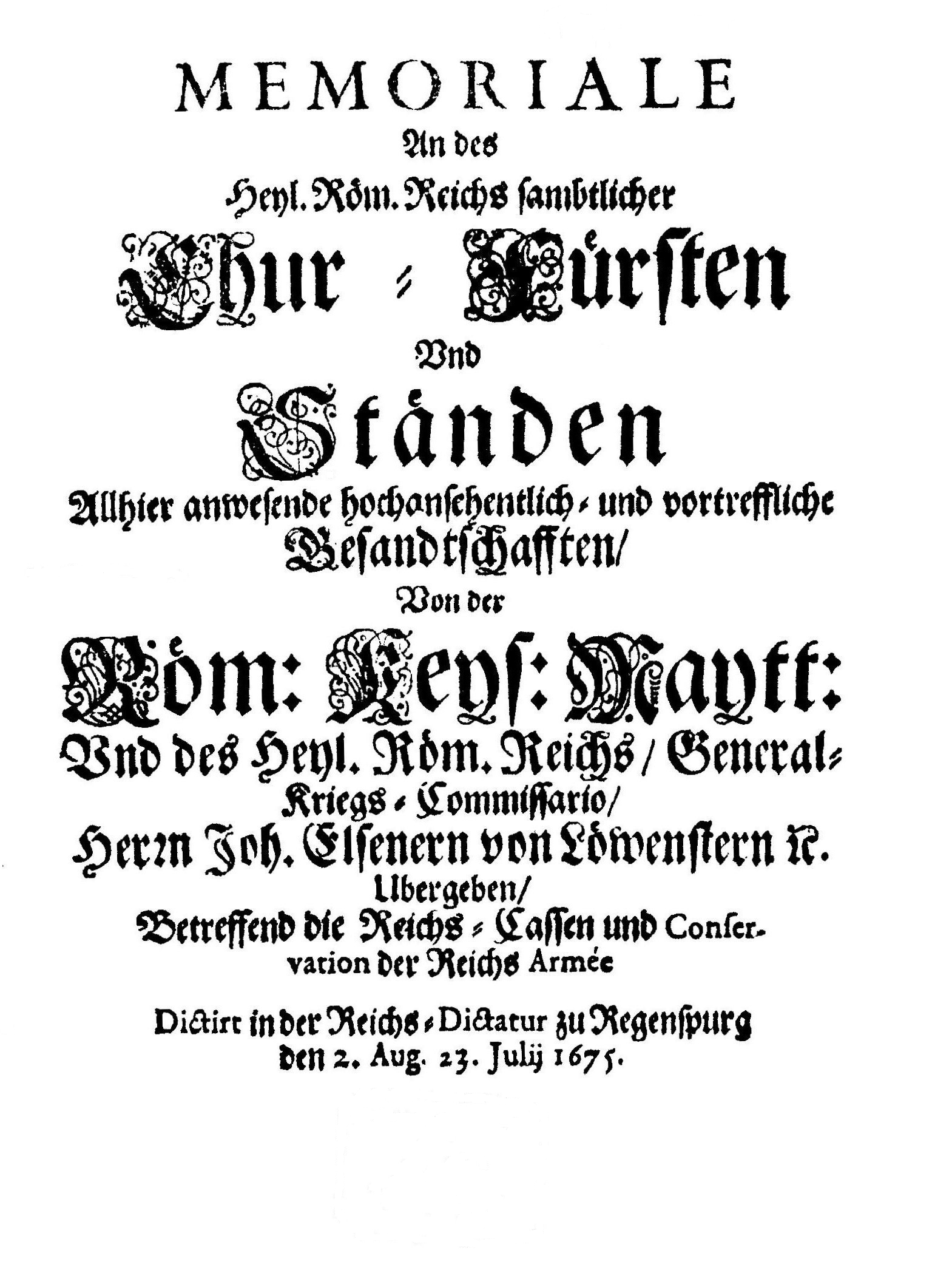
Titelblatt des Memorials des Kaisers und des Reichs-Generalkriegskommissars Johann Elsener von Löwenstern an die deutschen Reichsstände, Regensburg 1675

## Leben

### Markgräflicher Haushofmeister

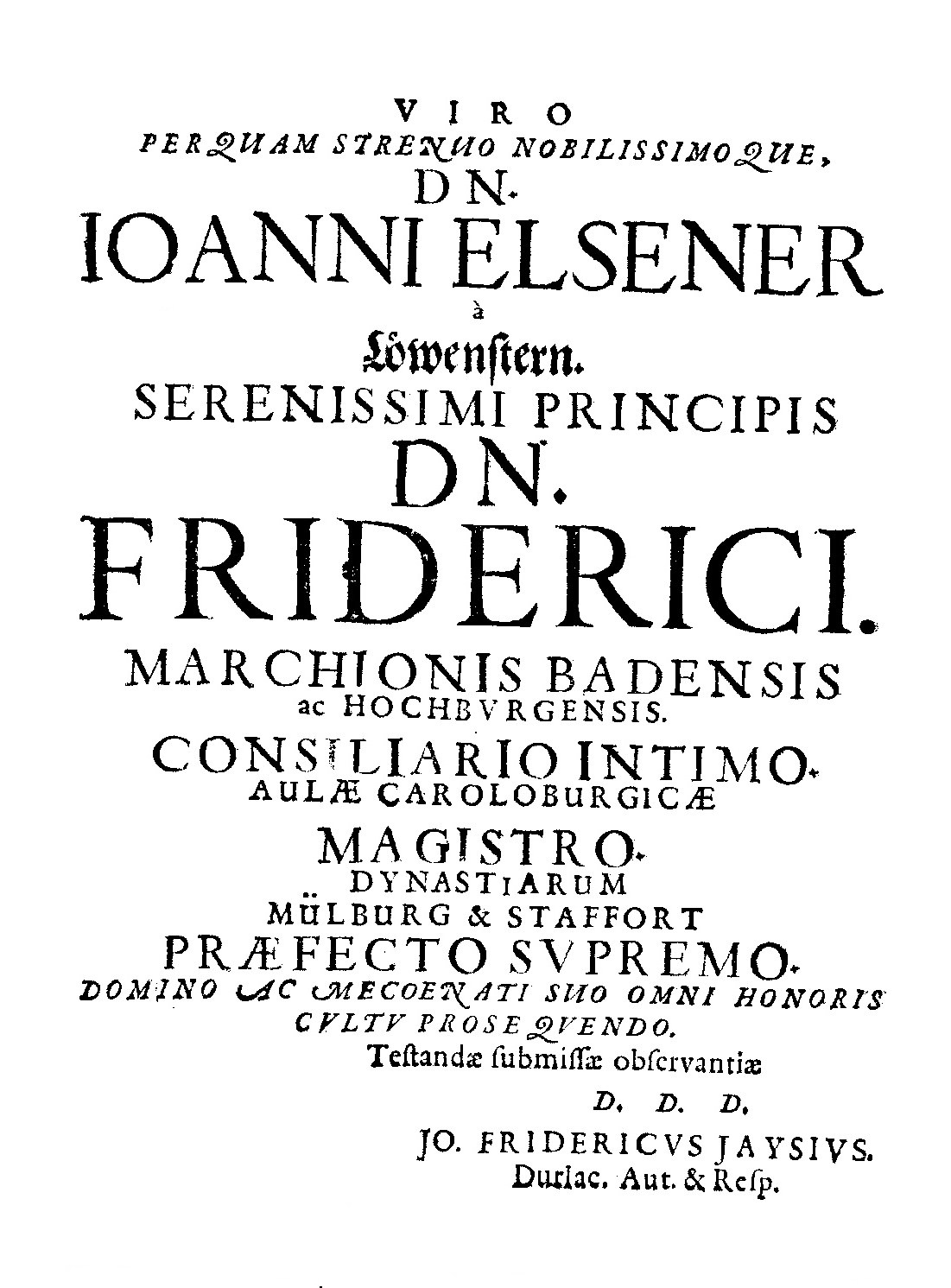
Blatt 2 des Titels von Romulus. Primus Romanorum Rex. Dissertatione Historico-Politica, Durlach 1668

Über die familiäre Herkunft von Johann Elsener, den Stammvater des süddeutschen Adelsgeschlechts Löwenstern, ist bislang wenig zu sagen.
Bereits im Jahre 1660 stand er in baden-durlachischen Diensten, als er mit Johann Pauli, dem Oberamtmann zu Rötteln, wegen Ausgrabungen von „Heidengräbern“ und erhoffter Münzfunde in Kontakt stand. In Sachen Kunst und Altertümer war Johann Elsener von Löwenstern neben Matthäus Merian dem Jüngeren, dem Dichter und Hofrat Johann Christian Keck und dem französischen Arzt und Numismatiker Charles Patin Berater des Markgrafen Friedrich VI., der ein eifriger Sammler von Kunstgegenständen und Altertümern, vor allem der Münzen und Medaillen, war.
Der markgräflich baden-durlachische Kammersekretär Johann Elsener wurde am 11. Juni 1666 zum Geheimen Rat und Obervogt von Staffort und Mühlburg ernannt. Bald darauf markgräflicher Haushofmeister, galt er als Gönner von Mattäus Merian dem Jüngeren.
Samuel Chappuzeau schrieb beeindruckt, als er den Hof Friedrichs VI. von Baden-Durlach besuchte: „Sa cour est fort leste et fort galante, j'y vids quantite de gentishommes bien faits et bien mis ... et j'ay particulierement ä nie louer de celle de monsieur Elsener marechal de la cour“. Ein artiger, gewandter Ton herrschte also am Hof des Markgrafen, den eine Menge Edelleute von kavaliermäßigem, feinem Zuschnitt zierten, an erster Stelle der Hofmarschall Elsener.
Als Johann Elsener am 12. März 1667 in Wien vom Kaiser mit dem Prädikatsnamen von Löwenstern in den Reichsadelsstand erhoben wurde, war er also bereits markgräflich baden-durlachischer Geheimer Rat, Haushofmeister und Obervogt. In der Eigenschaft als baden-durlachischer Haushofmeister verhandelte Johann Elsener von Löwenstern in den Jahren 1667–1668 mit der oberösterreichischen Regierung in Innsbruck wegen Hohengeroldseck, dem Handel mit Tiroler Salz und dem Salzzoll zu Kenzingen.

### Reichs-Generalkriegskommissar
Die Bestallung zum Reichs-Generalkriegskommissar erfolgte vor dem 11. Dezember 1674, denn unter diesem Datum wurde bereits die „Memoriale Sambt beygefügten Erinnerungs-Puncten/ So wol im Nahmen des Herrn Marggraffen zu Baaden-Durlach/Hochf: Durchl. als Reichs-Feld-Marschalln etc. Als des Herrn General-Kriegs-Commissarii, Herrn Johann Elsener von Löwenstern etc. Ahn Gesambte Höchstlöbl. Stände des Reichs/ Die schleünigste Beförderung des Reichs-Verfassungs-Werck betreffent“ veröffentlicht.
Im Januar 1675 wies der von dem Reichsgeneral-Feldmarschall Friedrich von Baden-Durlach bestellte „Generalkommissär“ Johann Elsener von Löwenstern die Reichsstadt Reutlingen an, sich bei der „Repartition“ der badischen Stadt Pforzheim zu beteiligen. Als sich die Reutlinger Ratsherren anfangs renitent erwiesen, wurden über Reutlingen Sanktionen verhängt.
Als der Kaiser Johann Elsener von Löwenstern in Wien am 22. März 1676 unter dem alleinigen Namen von Löwenstern in den Reichsfreiherrenstand versetzte und dabei die Anrede „Wohlgeboren“ verlieh, war er „Kaiserlicher Rat, Reichspfennigmeister und Oberster Feldkriegskommissär (= Reichs-Generalkriegskommissar)“. Das dabei verliehene Wappen wirkt wie ein modifizierter Abklatsch des Wappens der Markgrafschaft Baden-Durlach.

## Familie
Der Reichs-Generalkriegskommissar von Löwenstern hatte außer dem Sohn Friedrich Gottlieb von Löwenstern, der im württembergischen Staatsdienst bis zum Regierungspräsidenten avancierte, ehe er 1722 in hessen-darmstädtische Dienste als Geheimer Regierungs- und Konsistorialrat wechselte, wohl noch einen Sohn Friedrich Anton von Löwenstern, der 1696 den lehnbaren Ort Tiefenbronn von Franz Karl von Gemmingen kaufte (bzw. in Pfand nahm).